# Þjálfi
Þjálfi (en nórdico antiguo) o Þjelvar (en gútnico antiguo) es el hijo de un granjero en la mitología nórdica que es mencionado dos veces en la Edda de Snorri Sturluson y una vez en Gutasaga. Su nombre significa labrar o cavar.

## Edda

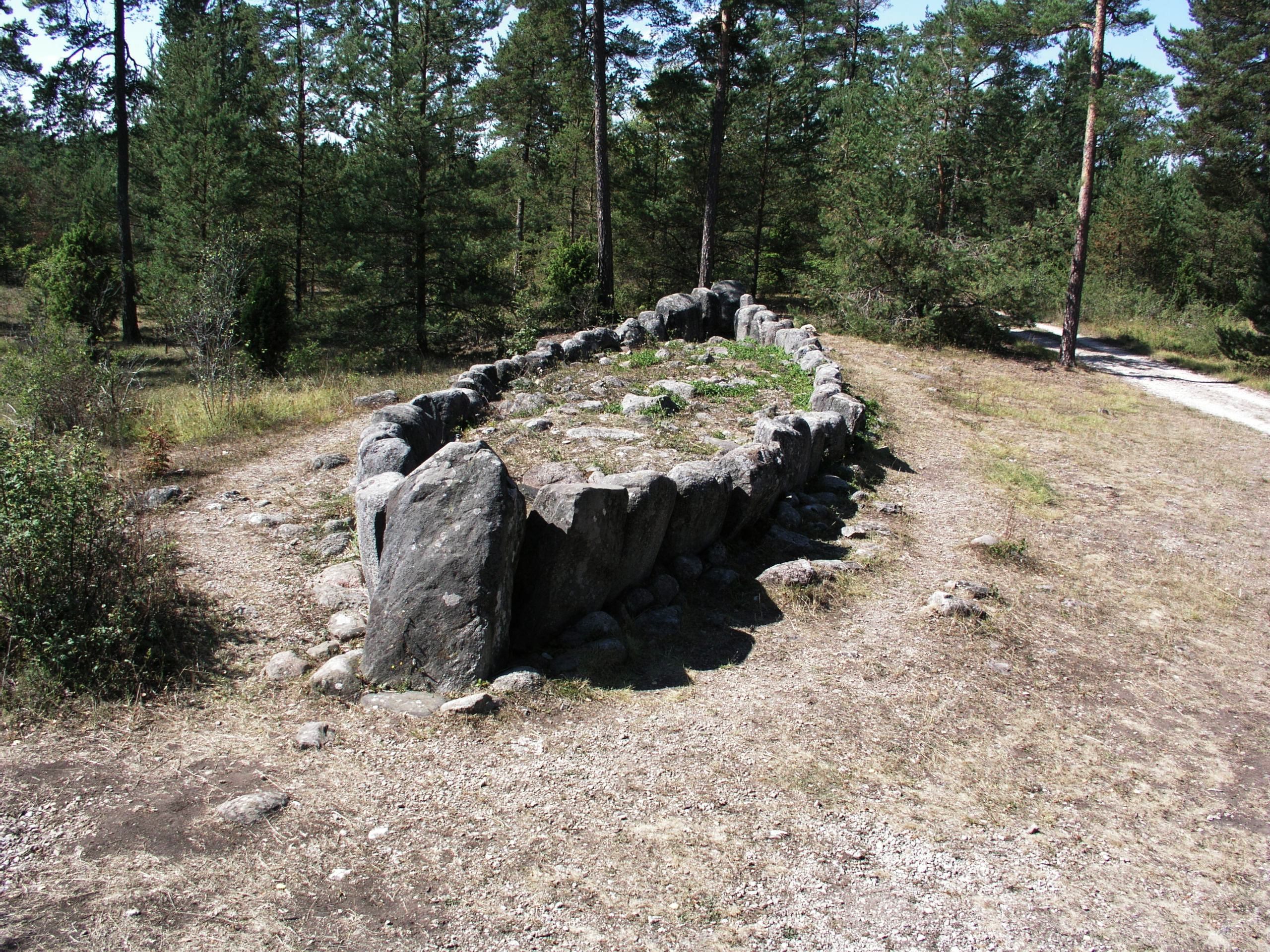
Tumba del que, según la leyenda, es la sepultura de Þjálfi.

Snorri relata en Gylfaginning que cuando Thor y Loki visitaron a la familia del joven Þjálfi en su camino hacia Jötunheimr, Þjálfi partió el hueso de una de las cabras que Thor mataba cada vez que necesitaba alimentarse. Cuando Thor resucitó la cabra, esta no podía caminar bien. Para compensar esto, Þjálfi y su hermana Röskva (Cosecha) debieron servir a Thor como sus sirvientes, acompañándole a él y a Loki en su viaje a la tierra de los gigantes. Allí Þjálfi compitió en una carrera contra el pensamiento de Útgarða-Loki, Hugi.
En el Skáldskaparmál de Snorri, Þjálfi ayudó a Thor en su combate contra el gigante Hrungnir al engañar a este aconsejándole que se parara sobre su escudo porque el ataque podría venir desde abajo y de este modo haciéndolo vulnerable al martillo de Thor. Þjálfi mientras tanto derrotaba fácilmente a un segundo monstruo llamado Mökkurkálfi, un gigante hecho de arcilla pero con el "corazón de una yegua".
En Þórsdrápa, Þjálfi acompaña a Thor en su viaje a la casa del gigante Geirröd. No obstante, en la versión de Snorri de la historia, quien acompaña a Thor es Loki, no Þjálfi.

## Gutasaga
En la Gutasaga, Þjelvar es adulto y llega a una isla mágica que se hunde cada noche y vuelve a la superficie durante el día. Encendió un fuego en la isla y esta no volvió a hundirse. El hijo de Þjelvar, Hafþi, se casó con Hvítastjerna (o Vítastjerna, Estrella Blanca) y sus descendientes fueron los ancestros de los gautas.
| Predecesor: Dorpaneo | Rey de los Godos Siglo I a. C. | Sucesor: Hafþi |